# Israel Rodríguez Soriano
Israel Rodríguez (16 de noviembre de 1960) es un futbolista ecuatoriano. Jugó en once partidos con la selección de fútbol de Ecuador de 1983 a 1985. También formó parte de la selección de Ecuador para el torneo de la Copa América de 1983 . Además jugó en los siguientes clubes del futbol ecuatoriano: CS Emelec, Filanbanco y Deportivo Cuenca.